# Noyers-Pont-Maugis
Noyers-Pont-Maugis is een Franse gemeente in het departement Ardennes in de regio Grand Est en maakt deel uit van het arrondissement Sedan. De gemeente telde 670 inwoners op 1 januari 2022.

## Geschiedenis
Noyers-Pont-Maugis maakte deel uit van het kanton Sedan-Ouest tot het werd opgeheven op 22 maart 2015 en de gemeente werd opgenomen in het op die dag gevormde kanton Sedan-1.

## Geografie
De oppervlakte van Noyers-Pont-Maugis bedraagt 9,32 vierkante kilometer; Op 1 januari 2022 was de bevolkingsdichtheid 71,9 inwoners per km².
De onderstaande kaart toont de ligging van Noyers-Pont-Maugis met de belangrijkste infrastructuur en aangrenzende gemeenten.

## Demografie
Onderstaande figuur toont het verloop van het inwonertal.
Vanwege een beveiligingsprobleem met de MediaWiki Graph-software is het momenteel niet mogelijk deze grafiek weer te geven. Zodra de software is bijgewerkt zal de grafiek vanzelf weer zichtbaar worden.